# ソルベイ (企業)
ソルベイ（仏: Solvay S.A.）は、ベルギー・ブリュッセルに本拠を置き、世界50カ国以上に事業を展開する大手化学メーカー。ユーロネクスト・ブリュッセルおよびユーロネクスト・パリに株式を上場している（Euronext: SOLB ）。

## 沿革
| 創業者のエルネスト・ソルベー |  | 1913年発行の創業50周年メダル |
| 創業者のエルネスト・ソルベー |  | 1913年発行の創業50周年メダル |

1863年にエルネスト・ソルベイとその親族が、ソルベイ法を用いた炭酸ナトリウムの生産を目的として創業した。1881年にはアメリカ合衆国に工場を開設し、19世紀末までに西はミシガン州から東はウラル山脈地域まで工場を保有する多国籍企業に成長した。ソルベイはSucreries Raffineries Bulgares（1867年～1916年）の大株主となっていたことがあり、ブルガリア公国（1908年からはブルガリア王国）最大の企業になっていた。第一次世界大戦とソビエト連邦成立の影響による経営悪化を受けて1920年にアメリカ事業を一時売却、第二次世界大戦中はナチス・ドイツ支配下で資産接収に抵抗し、会社を存続させた。第二次大戦中、後にローマ教皇になるヨハネ・パウロ2世がナチス・ドイツからの迫害を避けるために働いていた。
戦後は過酸化物・ポリ塩化ビニル・プラスチック加工など消費財の原料分野へと事業範囲を拡大、1967年には株式公開企業となり、創業者の子孫が経営幹部を独占する体制が終了した。1974年にアメリカ再進出を果たし、オイルショック後は医薬品分野への投資を進めた。冷戦終了後はアジア地域への進出が本格化し、重合体・フッ素樹脂分野への投資が行われた。2000年代に入るとソルベイの事業の再構築が行われ、2009年9月、アボット・ラボラトリーズに製薬部門を売却し、その資金を活用する形で2011年4月、フランスの特殊化学品メーカーであるローディアの買収を発表し、特殊化学分野およびアジア地域におけるビジネスが強化された。
創業者の子孫が1983年に設立した持株会社Solvacが、ソルベイの株式の約3割を保有している。

## 日本におけるソルベイ
ソルベイ日本法人のルーツはフランスの化学・製薬企業ローヌ・プーランの1967年に設立された日本法人であるが、1997年に化学部門がローディアとして分離したのに伴いローディアジャパンとなり、その後ソルベイのローディア買収を受け、2014年1月に「ソルベイジャパン株式会社」（Solvay Japan, Ltd.）に社名変更を行い事業を行っていたが、2023年のサイエンスコのスピンオフに伴い、同法人はサイエンスコの傘下となった。
ソルベイ傘下の日本法人としては現在、特殊化学分野の「日本ソルベイ株式会社」（NIPPON SOLVAY K.K.）があり、東京（六本木）にオフィスを持つ。
このほか日本企業との合弁として、ソルベイ・スペシャルケム・ジャパン株式会社（Solvay Special Chem Japan, Ltd.、株式会社三徳との合弁）があり、同社は徳島県阿南市に本社・工場を持ち、セラミックス・蛍光灯・ガラスなどを対象とする特殊化学品の製造・販売を行う。